# 固有音响
固有音响（inherent sonority）是一个语音学和音系学术语。在其他一切条件均相同的情况下，语音各有自己的固有音响，因此负载能力不同，传送距离的远近也不同。例如在同样的条件下，发一个元音[a]，会比发一个塞音[t]要发出更大的声音；[a]传得要比[i]更远。
音响层级（sonority hierarchy），又称音响阶（sonority scale），用来表示或解释不同语音的固有音响的不同级别。

## 声学性质
依据不同类的语音的不同區別特徵，可以将其音响层级排列如下，越左邊的一类音的音响层级越高（听上去更响亮）：
|          | 元音 | 近音 (半元音和流音) | 鼻音 | 擦音 | 塞擦音 | 塞音 |
| -------- | ---- | ------------------- | ---- | ---- | ------ | ---- |
| 音節性   | +    | -                   | -    | -    | -      | -    |
| 近音性   | +    | +                   | -    | -    | -      | -    |
| 響音性   | +    | +                   | +    | -    | -      | -    |
| 延续性   | +    | +                   | +    | +    | -      | -    |
| 延迟除阻 | +    | +                   | +    | +    | +      | -    |

除此之外，一般来说，低元音比高元音音响层级更高，浊辅音比清辅音更高。
有的观点认为，即使是同一类音，其内部的成员的音响层级也有细微差别。如英语中同样是清不送气塞音的[p]、[t]、[k]，其中[t]又是较弱的一个：在多种不同的英语方言中，later、letter等单词中，[t]弱化为[ɾ]，但caper、faker等单词中的[p]、[k]则鲜有弱化。

## 语言学作用
音响顺序原则（SSP）运用音响层级来划分音节。这种理论认为，音节核（往往是元音）是音响层级最高的中心音响峰（sonority peak），而韵头和韵尾的音响层级较弱，这样的一次起伏就指明一个音节。比如blessed，塞音[b]到边音[l]到元音[ɛ]到擦音[s]到塞音[t]，恰好是一次起伏。
有些语言中也存在着以音响层级上的同化作为语法形式的现象，如芬兰语在表达可能语气时，中缀“-tne-”变为“-nne-”。